# Затуливетров, Владимир Васильевич
Владимир Васильевич Затуливетров (2 января 1927 — 9 мая 2007, Днепропетровск) — бригадир комплексной бригады Билибинского горно-обогатительного комбината Министерства цветной металлургии СССР, Чукотский национальный округ Магаданская область. Герой Социалистического Труда(12.95.1977).

## Биография
Родился 2 января 1927 года в станице Большая Крепкая, Матвеево-Курганского района, в Северо-Кавказском крае (ныне — Ростовской области).
В годы Великой Отечественной войны потерял всех родных во время эвакуации. Малолетним мальчиком вместе с одноклассником скитался по фронтовым дорогам, дважды попадал в плен к фашистам — сидел в лагерях для беженцев, пас коров и тем зарабатывал себе кусок хлеба. В конце войны вернулся к родному дому — на его месте была воронка от бомбы. Соседка рассказала, что родные остались живы, но куда-то выехали. И вновь скитания, беспризорщина, друзья-приятели с такими же изломанными судьбами.
По специальности бурильщик. Работал на заводе в городе Днепропетровск Украинской ССР (ныне — Украина).
В 1947 году был осуждён. На Колыму прибыл 3 января 1952 года как заключённый. Освободился 4 ноября 1954 года.
После освобождения из мест заключения работал бурильщиком на прииске «Бурхала» в Ягоднинском районе Магаданской области, затем машинистом экскаватора. С января 1962 года трудился машинистом бульдозера, бурильщиком подземных работ, бригадиром комплексной бригады на прииске имени Билибина в Билибинском районе Чукотского национального (c 1980 года — автономного) округа. Под его руководством бригада стала лучшей в Билибинском горно-обогатительном комбинате в объединении «Северовостокзолото».
Бригаде принадлежит инициатива: «один день в месяц работать на сэкономленных материалах». Этот почин был подхвачен десятками бригад и в других отраслях народного хозяйства Магаданской области. За высокие трудовые достижения по итогам семилетнего плана (1959—1965) и восьмой (1966—1970) пятилетки награжден орденами Трудового Красного Знамени, а за успехи в выполнении и перевыполнении планов 1973 года и принятых социалистических обязательств — орденом Ленина.
Указом Президиума Верховного Совета СССР от 12 мая 1977 года за выдающиеся успехи в выполнении на 1976 год социалистических обязательств по увеличению выпуска и улучшению качества продукции, повышению производительности труда Затуливетрову Владимиру Васильевичу присвоено звание Героя Социалистического Труда с вручением ордена Ленина и золотой медали «Серп и Молот».
Избирался членом Магаданского обкома и Чукотского окружного комитета КПСС.
В дальнейшем вышел на пенсию и уехал с Чукотки.
С 1982 года жил в Днепропетровске (Украина). Умер 9 мая 2007 года.

## Награды
- Золотая медаль «Серп и Молот»(12.05.1977)
- Орден Ленина (15.02.1974)
- Орден Ленина (12.05.1977)
- Орден Трудового Красного Знамени (30.03.1971)
- Орден Трудового Красного Знамени (20.05.1966)
- Медаль «В ознаменование 100-летия со дня рождения Владимира Ильича Ленина» (6 апреля 1970)
- Медаль «За трудовое отличие»
- Медаль «Ветеран труда»
- премия Магаданского обкома ВЛКСМ (1979)

## Память
- На могиле установлен надгробный памятник